# 邹良
邹良，號存養，江西樂安縣人，明朝政治人物。

## 生平
永樂十三年（1415年）乙未科進士，歷任福建松溪縣、邵武縣知縣。陞湖廣衡州府知府
一說正统年间曾任延平府知府。